# Robert Nighthawk
Robert Nighthawk, właśc. Robert Lee McCollum (ur. 30 listopada 1909 w Helena, zm. 5 listopada 1967 tamże) – amerykański wokalista i gitarzysta bluesowy związany z bluesem chicagowskim. Naprawdę nazywał się Robert Lee McCollum, ale swoich pierwszych nagrań w 1937 r. dokonał jako Robert Lee McCoy. Później przyjął pseudonim Robert Nighthawk.

## Życiorys
Urodził się w Helenie w hrabstwie Phillips w stanie Arkansas. Jej ojcem był McCollum, a matką McCoy. Jako dziecko pracował na farmie.
W 1921 r., w wieku 12 lat, uciekł z domu do Luizjany i nauczył się grać na harmonijce ustnej od Eddiego Jonesa. Włóczył się po południu stanów i od czasu do czasu występował w miejscowych barach.
W połowie lat 20. XX w. pojawił się w Memphis w stanie Tennessee i rozpoczął grać w znanym zespole prowadzonym przez Willa Shade'a – Memphis Jug Band – w miejscowych parkach, salach tanecznych, barach oraz na ulicach miasta. Ponieważ zespół ten zaczął nagrywać w lutym 1927 r., nie ma nagrań z okresu ich współpracy. 17 kwietnia 1926 r. urodził się jego syn Samuel Lee McCollum, którym Robert się nie zajmował, nie wiadomo z jakich przyczyn. Mimo tego wyrósł on na szanowanego bluesmana i znanego perkusistę bluesowego, działającego pod nazwiskiem Sam Carr. Grał on potem w grupie swojego ojca Nighthawks.
Pod koniec lat 20. współpracował z Williamem Warrenem, z którym występował w Black Cat Drug Store w Hollandale. W 1931 r. występował z gwiazdą muzyki country – Jimmiem Rodgersem. Następnie stworzył duet ze swoim kuzynem gitarzystą i wokalistą bluesowym Houstonem Stackhouse’em, który nauczył go grać na gitarze. Ich bazą była farma w Murphy Bayou. Występowali w lokalnych barach, na przyjęciach i piknikach w rejonie Hollandale przez kilka lat. W 1932 r. doszedł do nich brat Roberta – Percy McCollum i rozpoczęli koncertować w barach, w salach tanecznych, na piknikach i prywatkach w rejonie Crystal Springs i Frair's Point w stanie Missisipi. Gdy Robert miał 23 lata wystąpili na przyjęciu weselnym po ślubie Muddy Watersa z jego pierwszą żoną. Mniej więcej w tym czasie Robert i Houston wystąpili w programie radiowym stacji WJDX w Jackson. Występowali także w rejonie Vicksburga. Następnie Robert powrócił do Memphis i rozpoczął współpracę w Johnem Lee Hookerem. Oprócz tego często występował z Mississippi Sheiks, Henrym Townsendem, Big Joem Williamsem i innymi m.in. w takich miastach jak Friar's Point, St Louis w stanie Missouri i w Chicago w stanie Illinois. Przed 1935 r. współpracował z pieśniarką bluesową Laurą Dukes w East St Louis. W połowie lat 30. często odbywał tournée w ramach większych trup karnawałowych.
5 maja 1937 r. dokonał swoich pierwszych nagrań dla firmy Bluebird w hotelu Leland w Aurorze w stanie Illinois. Nagrań dokonano w trio: Robert Lee McCoy (czyli Robert Nighthawk) grał na gitarze i śpiewał, na drugiej gitarze wystąpił Big Joe Williams, a na harmonijce Sonny Boy Williamson. Jednym z nagranych utworów był "Prowling Nighthawk", od którego przybrał swój pseudonim. 11 listopada 1937 r. odbyła się jego druga sesja nagraniowa dla firmy Bluebird w tym samym miejscu. Oprócz Williamsa i Williamsona wspomagał go Henry Townsend. Na obu sesjach nagrano 14 bluesów. 18 grudnia 1938 r. jako Rambling Bob nagrał także dla Bluebird kolejnych 8 bluesów. Obok Williamsona wspomagał go pianista Speckled Red.
Pod koniec lat 30. i na początku lat 40. XX w. występował często w barach, spelunkach, klubach i na przyjęciach w rejonie Heleny w Arkansas.
5 czerwca 1940 r. nagrał jako Peetie's Boy dla wytwórni Decca Records 4 bluesy w towarzystwie Anny Sortier (voc.). Inni muzycy z tej sesji są nieznani.
Na przełomie lat 30. i 40. koncertował ze skrzypkiem Sonem Simsem, który podobno już wtedy grał na elektrycznie wzmocnionym instrumencie. W latach 1943–1947 często występował w takich programach radiowych jak Bright Star Flour Show czy też Mother's Best Flour Show nadawanych przez radio KFFA w Helenie. Często koncertował w lokalnych klubach i barach. Pojawiał się także radiu WROX w Clarksdale oraz w radiu WDIA w Memphis. Na początku lat 40. Nighthawk przebywał w Chicago, gdzie razem z Johnem Henrym Barbee i innymi muzykami występował na Maxwell Street w rejonie znanym jako "Jew Town" lub wśród Polonii – "Żydowem". 10 listopada 1948 r. odbyła się jego pierwsza sesja dla firmy Chess z towarzyszeniem Ethel Mae (voc.), Sunnylanda Slima (p.) i Williego Dixona (kontrabas). W latach 1948–1950 często występował w rejonie Cairo. W 1949 r. sformował Nighthawk Trio, z którym odbył tournée po klubach w południowych stanach USA.
12 lipca 1949 r. i 5 stycznia 1950 r. Nighthawk ponownie wszedł do studia nagraniowego i nagrał pod marką The Nighthawks 8 bluesów dla firm Chess i Aristocrat.
Początek lat 50. spędził na występach w Ned Love’s Moonlight Inn w St Louis oraz kontynuował koncerty w lokalnych spelunkach, barach, klubach oraz na przyjęciach i piknikach w rejonie Heleny aż do początku lat 60.
12 lipca 1951 r. dokonał nagrań dla firmy United w Chicago. Wspomagali go tacy muzycy jak Roosevelt Sykes lub Bob Call, Ransom Knowling i prawdopodobnie Jump Jackson. 25 października 1952 r. nagrał 7 bluesów dla wytworni Pearl i States przy pomocy Curtisa Jonesa i Knowlinga. Ponownie wejdzie do studia dopiero w 1964.
W 1963 r. znów występował za napiwki na Maxwell Street w Chicago. Pojawił się także w filmie "And This is Free". W 1964 r. sformował swój kolejny zespół Flames of Rhythm, z którym występował w lokalnych klubach i barach w Chicago. W 1964 został nagrany na 4 sesjach nagraniowych w Chicago, dla takich wytwórni jak Decca, Chess, Rounder i Testament. W pierwszej sesji dla Chess nagrywali z nim Little Walter, Henry Gray, Willie Dixon i Clifton James. W drugiej sesji (30 czerwca) wzięli udział Walter i James, oraz Lafayette Leake, Buddy Guy i Jack Myers. W trzeciej sesji (wrzesień) – Carey Bell, Eddie El lub Johnny Young i Robert Whitehead. W czwartej sesji (14 października) – John Wrencher, Young i być może Little Walter.
W 1964 r. występował z Little Walterem w Mandel Hall na Uniwersytecie Chicagowskim. Następnie koncertował w First Floor Club w Toronto w Kanadzie i w Diz's Club w Chicago. W 1965 r. dał serię koncertów w Jackson w Missisipi, po czym na Florydzie pracował jako wędrowny robotnik, a następnie wystąpił w programie "King Biscuit Time" w radiu KFFA w Helenie. Następnie znów pracował pozamuzycznie okazjonalnie występując w klubach w rejonie Heleny i Luli w Missisipi.
28 sierpnia 1967 r. odbyła się jego ostatnia sesja nagraniowa dla wytwórni Arhoolie Records w Dundee, która była firmowana przez Robert Nighthawk & the Blues Rhythm w składzie Houston Stackhouse, Peck Curtis i Carey Mason.
W listopadzie został przyjęty do Helena Hospital, gdzie zmarł 5 listopada w rezultacie problemów z sercem. Został pochowany na Magnolia Cemetery w Helenie.

## Życie prywatne
Był żonaty. Jego synem był znany perkusista bluesowy Samuel McCollum występujący jako Sam Carr. Houston Stackhouse był najbliższym kuzynem Nighthawka (ich matki były siostrami). Siostra Nighthawka – Margaret – poślubiła bluesmana Joego Williego Wilkinsa. Brat Nighthawka Percy McCollum także był muzykiem.

## Ocena i krytyka
W 1983 r. został wprowadzony do Blues Hall of Fame.
Prawdopodobnie około 1945 r. grał już na gitarze elektrycznej, jako jeden z niewielu bluesmanów. Szybko stał się mistrzem stylu ślizgowego (ang. slide guitar) i wiadomo, iż to właśnie on wtajemniczył Muddy’ego Watersa w tajniki tego stylu. Był muzykiem pełnym inwencji, grającym czystym tonem i perfekcyjnie.
Był jednym z tych muzyków, którzy przekształcili wiejski, akustyczny blues z Delty w Missisipi, w elektryczny blues chicagowski.
Był pod wpływem takich gitarzystów jak Robert Johnson, Houston Stackhouse, Tampa Red i Peetie Wheatstraw.
Wpłynął na takich muzyków jak Frank Frost, Earl Hooker, Elmore James, Muddy Waters, Frank Seals, J.B. Hutto, Lonnie Pitchford, Jimmy Rogers, Luther "Georgia Boy" Johnson i Jimmie Lee Robinson.
- Był muzykiem o największej wyobraźni i wyróżniającym się interpretatorem bluesa (Peter Welding. Nota z albumu dla firmy Testament T-2215)
- Nighthawka przepełniony zagładą, ponury blues połączył "slide", który kazał jego gitarze łkać, z głębokim, poważnym głosem (Jim O’Neal. Nota z albumu firmy Pearl PL-11)

[Cytaty za]

## Dyskografia
- Masters of Modern Blues, Vol. 4 – 1967 (z Houstonem Stackhouse’em; reedycja w 1994 z dodatkowymi utworami – Testament TCD 5010)
- Drop Down Mama – 1970 (także inni wykonawcy, reedycja w 1990 r. Chess (MCA) CHD-93002)
- Brick in My Pillow – 1977
- Blues in D Natural – 1979 (z Elmore’em Jamesem)
- Live on Maxwell Street – 1964 – 1980 (reedycja w 1988 r. z dodatkowymi utworami)
- Complete Recorded Works, Vols. 1-2 (1937-1940) – 1985
- Robert Lee McCoy (Robert Nighthawk) Complete Recorded Works – 1990
- Robert Lee McCoy: The Bluebird Recordings 1937–1938 – 1997 (RCA Records 07863 67416-2)
- Robert Lee McCoy: Prowling Nighthawk – 2000
- Prowling with the Nighthawk – 2005